# Necro Butcher
Dylan Keith Summers (* 13. července 1973) je americký profesionální wrestler, známější pod ringovým jménem (The) Necro Butcher. V průběhu let zápasil pro mnoho organizací včetně Beyond Wrestling, Firestormpro, Ring of Honor, Full Impact Pro, IWA-Mid South, Pro Wrestling Guerrilla, Big Japan Pro Wrestling a Combat Zone Wrestling.
Summers je znám ochotou účastnit se tvůrčích a nebezpečných forem zápasů hardcore wrestlingu, smrtících zápasů a rvaček a rolí ve filmu z roku 2008, Wrestler.